# Établissement public d'aménagement de la Défense Seine Arche

Ancien logo

L'Établissement public d'aménagement de la Défense Seine Arche (EPADESA) est un ancien établissement public à caractère industriel et commercial créé le 2 juillet 2010 à la suite de la fusion de l'Établissement public pour l'aménagement de la région de la Défense et l'Établissement public d'aménagement Seine-Arche. Sa mission est d'aménager le site de la Défense pour le compte de l'État et des collectivités locales concernées. Le territoire couvert par l'EPADESA fait l'objet d'une opération d'intérêt national concernant une partie du territoire des communes de Courbevoie, La Garenne-Colombes, Nanterre et Puteaux, à l'ouest de Paris, dans le département des Hauts-de-Seine. Situé dans le prolongement de l'axe historique, ce secteur de 564 hectares est au début du XXIe siècle un centre économique d'envergure internationale.
Il disparaît le 1er janvier 2018 avec la création de l'Établissement public Paris La Défense.

## Missions
L'EPADESA effectue les études préliminaires d'urbanisme et les études de faisabilités techniques des différentes opérations. Il réalise au fur et à mesure de l'évolution du site les travaux d'infrastructure indispensables au développement du quartier d'affaires.
Grâce à la vente des droits à construire, l'EPADESA investit dans les infrastructures du quartier comme les accès routiers (requalification du Boulevard circulaire de la Défense), les transports ou l'aménagement des espaces publics, notamment autour des nouvelles opérations immobilières.
L'EPADESA ne s'occupe pas de l'exploitation, ni de l'entretien et de l'animation des espaces publics. Cette action revient aux communes, sauf sur le périmètre de l'opération d'intérêt national de la Défense, où depuis 2009, l'Établissement public de gestion de la Défense (EPGD), devenu  Defacto, se charge de cette mission. 

## Territoire

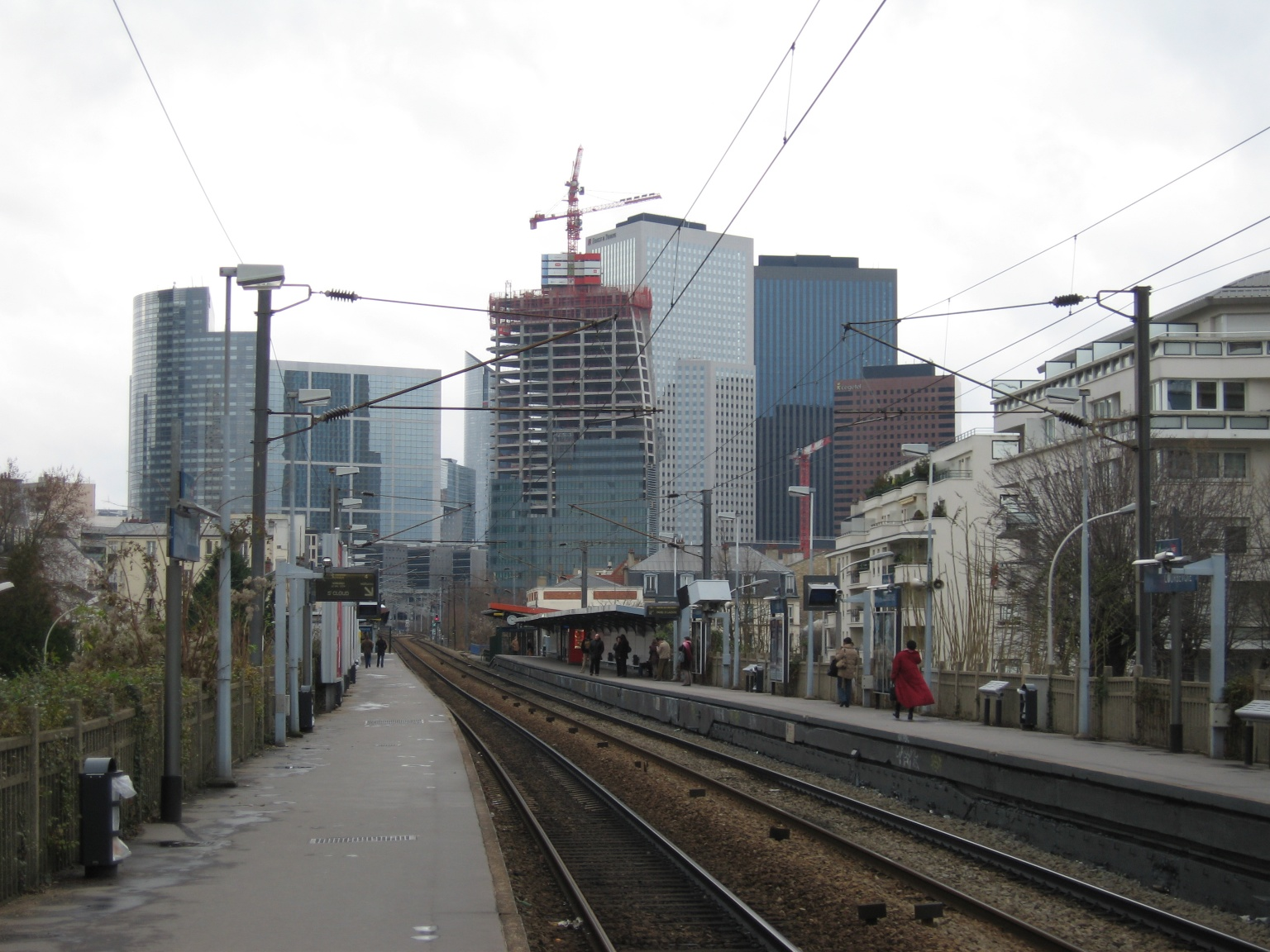
La Défense vue depuis Courbevoie (gare) au nord de la Grande Arche, lors de la construction de la tour GDF Suez.

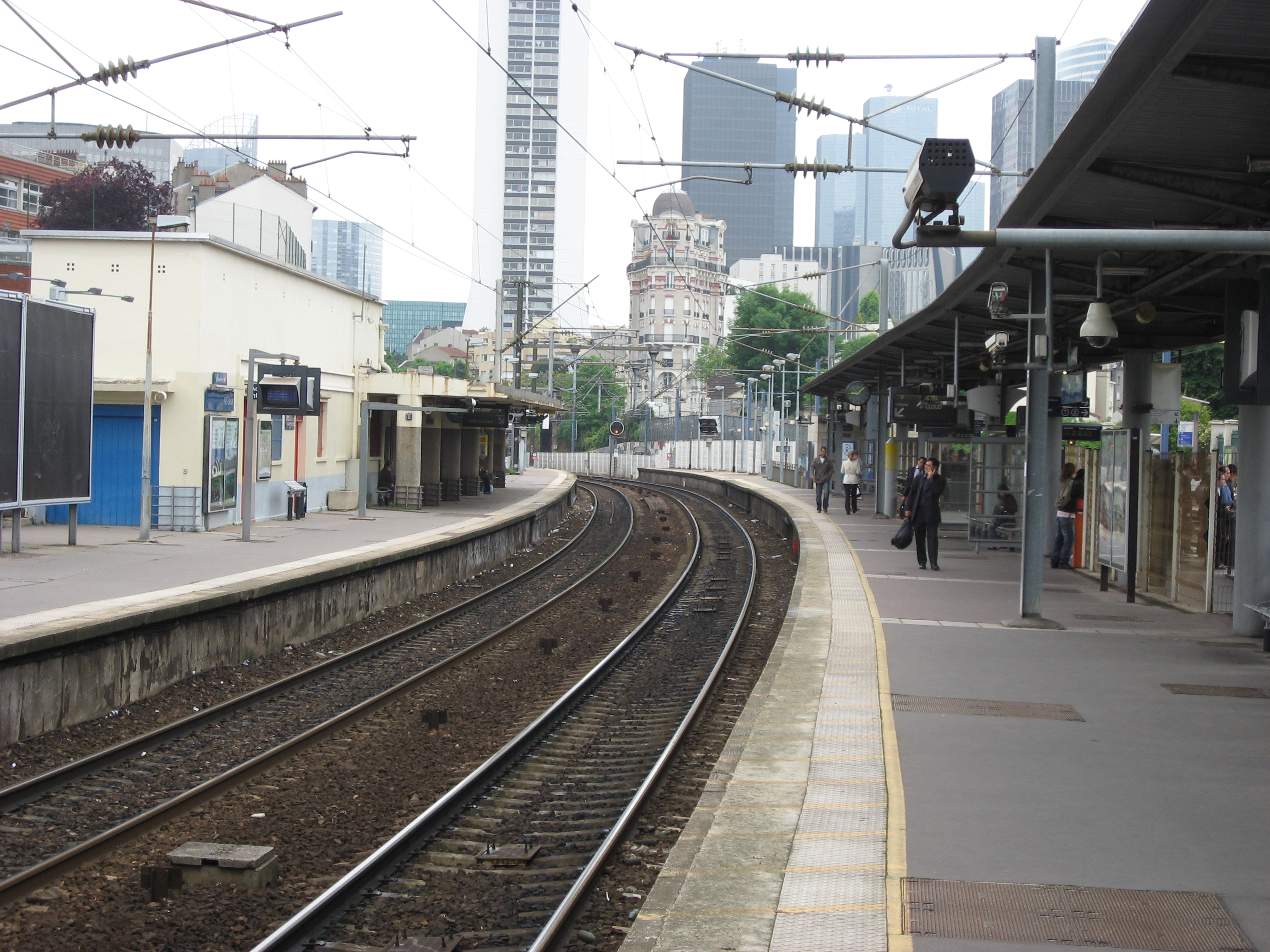
La Défense vue depuis Puteaux (gare), au sud de la Grande Arche.

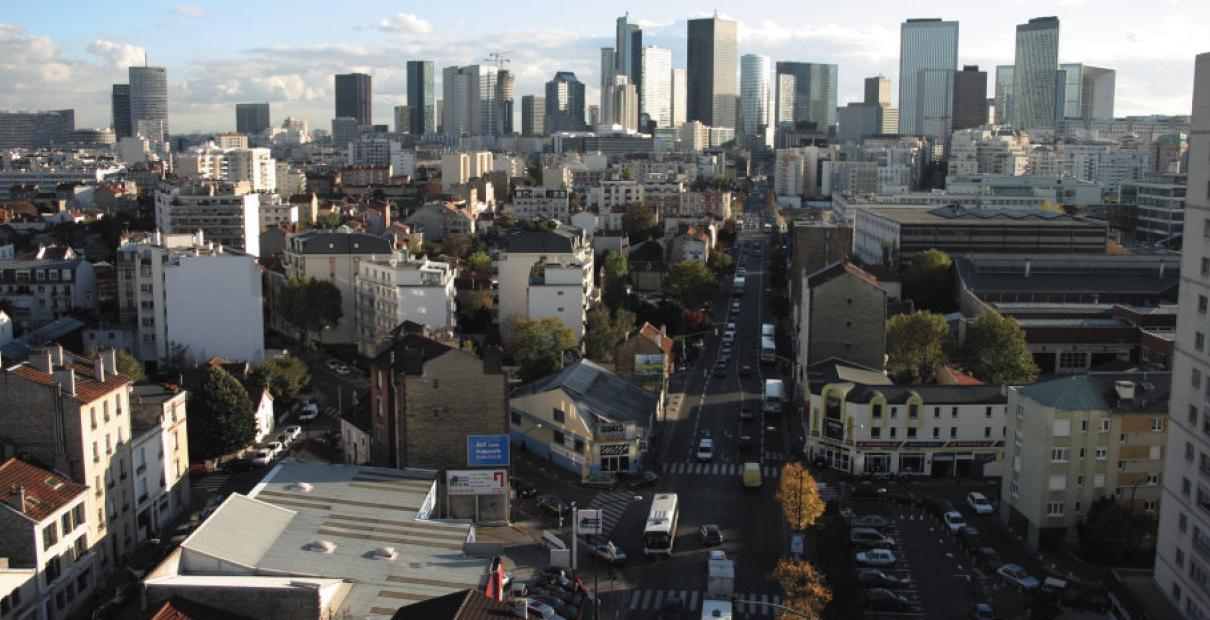
La Défense vue depuis La Garenne-Colombes (place de Belgique) au début des années 2000, au nord-ouest de la Grande Arche.

Quatre communes du département des Hauts-de-Seine sont concernées par l'opération d'intérêt national.
Le territoire dont est chargé l'EPADESA comprend : 
- le périmètre de l'ancienne opération d'intérêt national de la Défense (160 hectares), à Puteaux et à Courbevoie dont était chargé l'EPAD ;
- le périmètre de l'ancienne opération d'intérêt national de Seine-Arche (360 hectares), dont était chargé l'EPASA, à Nanterre ;
- le quartier des Champs-Philippe, à La Garenne-Colombes, incluant la Place de Belgique ;
- le quartier de la caserne Rathelot, à Nanterre ;
- la zone d’activités du Petit-Nanterre ;
- entre la rue du Général Audran et la rue de l'Abreuvoir, à Courbevoie.

Le périmètre opérationnel de l'EPADESA s'étend sur 564 hectares, contre 469 pour les deux anciens établissements.
| Station                     | Lignes                                                                                                 |
| --------------------------- | --- |
| La Défense - Grande Arche   | (M) · (1) · (RER) · (A) · (E) · Transilien · Ligne L du Transilien · Ligne U du Transilien · (T) · (2) |
| Esplanade de la Défense     | (M) · (1)                                                                                              |
| Nanterre - Préfecture       | (RER) · (A)                                                                                            |
| Nanterre - La Folie         | (RER) · (E)                                                                                            |
| Nanterre - Université       | (RER) · (A) · Transilien · Ligne L du Transilien                                                       |
| Les Fauvelles               | (T) · (2)                                                                                              |
| Charlebourg                 | (T) · (2)                                                                                              |
| Gare de La Garenne-Colombes | Transilien · Ligne L du Transilien                                                                     |

## Histoire
En juin 2008, un rapport de Pascal Lelarge (alors directeur régional de l'Équipement de l'Île-de-France) préconise le rapprochement de l'EPAD et de l'EPASA, afin de réaliser un projet cohérent sur ce territoire majeur du Grand Paris.
Le décret de fusion des établissements, créant l’Établissement public d'aménagement de la Défense Seine Arche (EPADESA), est publié au Journal officiel le 3 juillet 2010. La création de l'EPADESA sera effective à la suite de la tenue de son premier conseil d'administration.
En mai 2016, la constitution, annoncée d'abord au 1er janvier suivant, d'un nouvel établissement public local destiné à remplacer l'EPADESA et Defacto est annoncée par Matignon, transférant vers les collectivités locales le pilotage et le financement de la gestion et de l'aménagement de la zone. La création de l’Établissement public Paris-La Défense est finalement prévue au 1er janvier 2018,.

## Organisation

### Conseil d'administration
L'EPADESA est dirigé par un conseil d'administration de seize membres qui comprend six représentants de l'État (nommés par les ministères chargés de l’urbanisme, des transports, de l’architecture, de l’économie, du budget et des collectivités territoriales), neuf représentants des collectivités locales et une personnalité qualifiée désignée par le Premier ministre :
- administrateurs d'État :
  - Ministère de l'Écologie, du Développement durable et de l'Énergie : Paul Delduc, au titre de l'urbanisme (1er vice-président) ;
  - Ministère de l'Écologie, du Développement durable et de l'Énergie : Gilles Leblanc, au titre des transports (6e vice-président) ;
  - Ministère de l'Intérieur : Stanislas Bourron, au titre des collectivités territoriales ;
  - Ministère de la Culture et de la Communication : Agnès Vince, au titre de l'architecture ;
  - Ministère de l'Économie, de l'Industrie et du Numérique : Jean-Louis Rouquette, au titre de l'économie (4e vice-président) ;
  - Ministère des Finances et des Comptes publics : Denis Charissoux, au titre du budget ;

- administrateurs des collectivités locales :
  - Conseil régional d'Île-de-France : Aurore Gillmann, conseillère régionale (7e vice-président) ;
  - Conseil départemental des Hauts-de-Seine : Patrick Devedjian, président du conseil général (9e vice-président) ;
  - Conseil départemental des Hauts-de-Seine : Camille Bedin, conseiller départemental;
  - Ville de Courbevoie : Éric Cesari (3e vice-président) ;
  - Ville de La Garenne-Colombes : Philippe Juvin, maire (5e vice-président) ;
  - Ville de Nanterre : Patrick Jarry, maire (président) ;
  - Ville de Nanterre : Bruno Chanut, conseiller municipal ;
  - Ville de Puteaux : Joëlle Ceccaldi-Raynaud, maire (2e vice-président) ;
  - Ville de Paris : Jean-Louis Missika, adjoint au maire ;

- administrateur qualifié nommé par le Premier ministre :
  - Jean-Yves Durance, vice-président de la Chambre de commerce et d'industrie de Paris (8e vice-président).

Le 2 juillet 2010, jour de la création de l'EPADESA, Joëlle Ceccaldi-Raynaud, maire de Puteaux, préside le conseil d'administration de l'EPAD et Patrick Jarry, maire de Nanterre, préside celui de l'EPASA. Le président de l'EPADESA, qui doit être l'un des neuf représentants des collectivités locales, est élu lors du premier conseil d'administration. L'EPADESA entre en fonction le 5 novembre 2010, à la suite de la tenue du premier conseil d'administration et à l'élection de Joëlle Ceccaldi-Raynaud à sa tête, par 12 voix contre 4 pour Patrick Jarry. Ce dernier lui succède à la présidence en 2013, et est réélu en 2017 avec l'aide des représentants de l'État et malgré la colère des élus de droite.

### Directeur général
L'EPAD et l'EPASA disposent d'un directeur général commun depuis octobre 2008, bien que la fusion des deux établissements n'ait été officialisée qu'en juillet 2010. 
- 2008-2013 : Philippe Chaix[arrêté 1]
- 2013-2016 : Hugues Parant
- 2016-2018 : Jean-Claude Gaillot

### Locaux
Depuis mai 2012, le siège de l'EPADESA est situé dans l'immeuble Via Verde, 55 place Nelson-Mandela, à Nanterre. Jusqu'à cette date, ses équipes étaient réparties au 29 rue des Trois Fontanots à Nanterre, ancien siège de l'EPASA ainsi qu'aux douzième et treizième étages de la Tour Opus 12 du quartier de La Défense, ancien siège de l'EPAD. Au rez-de-chaussée de l'immeuble, l'EPADESA dispose d'un espace d'exposition appelé la galerie des projets.

## Polémique
En septembre 2012, une polémique s'installe autour de la nomination du futur directeur général de l'EPADESA,. Le gouvernement s'apprêtait à nommer Amin Khiari, fils de la sénatrice PS Bariza Khiari et limogé en 2010 du Pôle universitaire Léonard-de-Vinci.